# Sui Northern Gas Pipelines Limited FC
Der Sui Northern Gas Pipelines Limited Football Club, auch bekannt als SNGPL oder Sui Northern Gas, ist ein pakistanischer Werksverein der Sui Northern Gas Pipelines Limited. Der Verein aus Lahore spielt aktuell in der höchsten Liga des Landes, der Pakistan Premier League.

## Stadion
Der Verein trägt seine Heimspiele im Punjab-Stadion in Lahore aus. Das Stadion hat ein Fassungsvermögen von 10.000 Personen.

## Trainerchronik
Stand: Mai 2022
| Trainer     | Nation   | von         | bis   |
| ----------- | -------- | ----------- | ----- |
| Khaled Khan | Pakistan | Januar 2014 | heute |